# محمدعلی علامه وحیدی
محمدعلی وحیدی (زاده بهمن ۱۲۸۴ در کرمانشاه – درگذشته ۲۲ فروردین ۱۳۵۸ در تهران) معروف به علامه وحیدی سناتور انتصابی دوره پهلوی از سال ۱۳۴۲ و نایب تولیت مدرسه عالی سپهسالار از سال ۱۳۴۴ بود. وی پس از انقلاب ۱۳۵۷ ایران دستگیر و در فروردین ۱۳۵۸ اعدام گردید.

## زندگینامه
محمدعلی وحیدی در بهمن ۱۲۸۴ (ذیحجه ۱۳۲۳ ق) در کرمانشاه زاده شد. پدرش ابوالقاسم معروف به رئیس‌العلماء بهبهانی از روحانیان مخالف مشروطه و از نوادگان محمدباقر وحید بهبهانی بود که خاندان آل‌آقا نامیده می‌شدند و برای تبلیغ تشیع از اصفهان به کرمانشاه آمده‌بودند. تحصیلات ابتدایی را در مدارس اسلامیه و محمودیه فرا گرفت. سپس وارد حوزه علمیه شد و تحصیلات را تا حدود اجتهاد ادامه داد. مدتی نیز در کربلا در دروس علمای آن روزگار شاگردی کرد. پس از بازگشت به ایران به کرمانشاه رفته و دفتر اسناد رسمی دایر نمود. 
وی فردی فرصت‌طلب، باهوش و پرحرف بود. با رجال و شخصیت‌های آن دوره دوستی یافته و به آن‌ها نزدیک شد. در دورۀ هجدهم نمایندگی مجلس شورای ملی، با کمک و مساعدت سپهبد زاهدی از کرمانشاه به نمایندگی رسید و تدریجاً به دربار راه یافت. در دوره‌های نوزدهم و بیستم هم وکیل کرمانشاه در مجلس شورای ملی گردید. در اثر تقرب به شاه و وابستگان او، در سال ۱۳۴۲ سناتور انتصابی مجلس سنا گشت. در سال ۱۳۴۴ به نیابت تولیت مدرسه و  مسجد سپهسالار (مدرسه عالی و مسجد شهید مطهری فعلی) منصوب گردید. مدتی استاد دانشکده الهیات شد. ریاست کل تحقیق اداره اوقاف از مشاغل دیگر او بود. در مجلس سنا مدافع دولت‌ها و مدیحه‌گوی آن‌ها بود. 
پس از قتل حسنعلی منصور در مجلس سنا سخنرانی ایراد نمود که به کفرگویی بی‌شباهت نبود. در تملق از فرح پهلوی مطالبی عنوان نمود که باعث رنجش شدید مردم متدین شد. تا ۲۲ بهمن ۱۳۵۷ مصدر کار و فعال مایشاء بود. آثاری نیز تألیف نمود که از آن جمله: اصول منطق، احسن‌الاساس، ترجمه منظومه ملاهادی سبزواری می‌باشد. با انقلاب ۱۳۵۷ ایران دستگیر و در شعبه چهارم دادگاه انقلاب اسلامی تهران محاکمه و به اعدام محکوم شد؛ و ساعت ۲:۳۰ بامداد روز ۲۲ فروردین ۱۳۵۸ تیرباران گردید.

## قضیه کشف حجاب
وی در مجلس کشف حجاب در ۱۷ دیماه سال ۱۳۱۴، همراه  همسرش شرکت کرد و قصیده ای طولانی را با مطلع «به شرع احمد مرسل، حجاب لازم نیست» خواند. سپس به تهران آمد، عمامه و عبا را برداشت کراوات بست و ریشش را تراشید.

## محاکمه
به وی این اتهام وارد شده بود که بدون داشتن صلاحیت روحانیت، نیابت تولیت یک مرکز مذهبی را قبول کرده‌است. وی در سال ۱۳۵۸ توسط صادق خلخالی محاکمه و اعدام شد.